# باربارا مانیولفی
باربارا مانیولفی (ایتالیایی: Barbara Magnolfi؛ زادهٔ ۱۶ آوریل ۱۹۵۵) بازیگر و تهیه‌کننده فیلم اهل ایتالیا و فرانسه است.
از فیلم‌هایی که وی در آن نقش داشته‌است، می‌توان به سوسپیریا و مرگ مشکوک یک دختر کم سن‌وسال اشاره کرد.